# Hindholm STX
Hindholm STX er et privat gymnasium med en muslimsk og basisdemokratisk profil. Gymnasiet ligger i Fuglebjerg og har overtaget lokalerne fra Mina Hindholm Efterskole, som gik konkurs i 2012. Skolen har 40 elever fordelt på to klasser (1. og 2.G).
I december 2017 blev gymnasiet sat under skærpet tilsyn, bl.a. på grund af dårlig økonomi. Fra marts 2018 står gymnasiet til at miste sit statslige tilskud, blandt andet på grund af store økonomiske problemer.